# Joseph Quesnot
Joseph Quesnot, né le 25 septembre 1895 et mort le 31 mars 1949, est un homme politique français.

## Biographie
D'abord comptable, puis directeur d'une société d'importance-export, Joseph Quesnot se lance dans la politique après la Seconde Guerre mondiale. Il obtient l'un des quatre sièges de Papeete aux élections de l'Assemblée représentative, dont il devient en mars 1946 le premier président.
Il est également élu, en décembre 1946, sénateur au Conseil de la République par 11 voix contre 8 à Georges Bernière. Il décède en cours de mandat en 1949 et est remplacé par J. Floraison.
Il est le fils de Georges Auguste Quesnot né à La Bigne (14) le 30 mai 1866.[réf. nécessaire]

## Détail des fonctions et des mandats
- 22 décembre 1946 - 19 décembre 1948 : sénateur de la Polynésie française